# Аретуса (дем Бешичко езеро)
Вижте пояснителната страница за други значения на Аретуса.
Аретуса или Маслар (на гръцки: Αρέθουσα, до 1927 Μασλάρ, Маслар) е село в Гърция, част от дем Бешичко езеро (Волви) в област Централна Македония с 929 жители (2001).

## География
Аретуса е разположено в южното подножие на Орсовата планина (Кердилия), над Бешичкото езеро (Волви).

## История

### Средновековие
Югозападно от селото са развалините на средновековната Масларска кула.

### В Османската империя
В XIX век Маслар е смесено турско-гръцко село в Лъгадинска каза, заобиколено от турски села. Църквата „Свети Димитър“ е построена в 1819 година. Александър Синве ("Les Grecs de l’Empire Ottoman. Etude Statistique et Ethnographique"), който се основава на гръцки данни, в 1878 година пише, че в Маслари (Maslari), Сярска епархия, живеят 220 гърци.
В 1891 година Георги Стрезов пише за селото:
| „ | Маслар, част от това село е чифлик на солунския бей Инез. Намира се на И от Стефания. Същото разстояние както до Стефания. 40 къщи гърци. Църква... Селата Вряста, Маслар, Стефания се казват „мадемски“ села. Това название им останало от сребърните рудници, що се разработвали тук. Граждански са под Лъгадинската каза; жителите са всички гърци, земеделци: обработват близкото край морето поле. | “ |

Към 1900 година според статистиката на Васил Кънчов („Македония. Етнография и статистика“) в Маслар живеят 180 жители турци и 350 гърци християни.
По данни на секретаря на Българската екзархия Димитър Мишев („La Macédoine et sa Population Chrétienne“) в 1905 година в Маслар (Masslar) има 600 жители гърци и в селото работи гръцко училище.

### В Гърция
След Междусъюзническата война в 1913 година Маслар попада в Гърция. В 1913 година селото (Μασλάρι) има 483 жители. В 1926 година е прекръстено на Аретуса.
През 20-те години на XX век турското население на селото се изселва и на негово място са настанени гърци бежанци. Според преброяването от 1928 година Аретуса е смесено местно-бежанско село със 73 бежански семейства с 267 души.

## Личности
Родени в Аретуса
- Василиос Маляридис (Βασίλειος Μαλιαρίδης), гръцки андартски деец, агент от трети ред, подпомага дейността на Стерьос Влахвеис между 1905 и 1908 година[10]